# Jour du Souvenir de Mullivaikkal
Le jour du Souvenir de Mullivaikkal (ou simplement le jour de Mullivaikkal), (tamoul : முள்ளிவாய்க்கால் நினைவு நாள், Muḷḷivāykkāl niṉaivu nāḷ) est un jour de souvenir observé par le peuple tamoul srilankais pour se souvenir de ceux qui sont morts dans les derniers stades de la guerre civile du Sri Lanka. Il a lieu chaque année le 18 mai, date à laquelle la guerre civile a pris fin en 2009, et porte le nom de Mullivaikkal (en), un village de la côte nord-est du Sri Lanka qui a été le théâtre de la bataille finale de la guerre civile.

## Contexte
Entre 1983 et 2009, les Tigres de libération de l'Eelam tamoul (LTTE) se sont battus contre le gouvernement srilankais pour créer un État indépendant dans le nord et l'est du Sri Lanka appelé Eelam tamoul. En 2007, la guerre civile avait coûté environ 70 000 vies. Les derniers mois de la guerre civile à la fin de 2008 et au début de 2009 ont vu des combats particulièrement brutaux entre les forces armées srilankaises et les LTTE.[2][3] Environ 300 000 civils ont été pris au piège entre les deux camps.[4] Il y a eu des violations majeures des droits de l'homme des deux côtés.[5] La guerre civile a pris fin le 18 mai 2009 avec l'élimination de Velupillai Prabhakaran, chef du LTTE.[6] Un rapport de l'Organisation des Nations unies (en) a révélé que jusqu'à 40 000 civils auraient été tués au cours des derniers mois de la guerre civile, principalement à la suite de bombardements aveugles par l'armée srilankaise.[7][8][9] Il existe de nombreuses allégations selon lesquelles les deux parties ont commis des atrocités et des violations des droits de l'homme, y compris des crimes de guerre (en).[10][11][12] Le Haut-Commissariat des Nations unies aux droits de l'homme enquête actuellement sur les crimes de guerre présumés.[13][14]

## Commémoration interdite

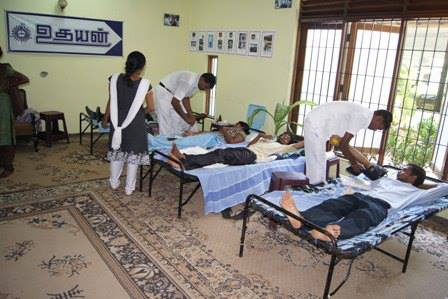
Personnel du journal Uthayan donnant du sang le jour du Souvenir de Mullivaikkal 2013 à Jaffna, Sri Lanka.

Le gouvernement srilankais (en), qui a déclaré le 18 mai jour de la Victoire (en), célèbre cette journée avec des défilés militaires.[15] Cette journée est également une commémoration pour les militaires décédés qui sont traités comme des « héros de guerre ».[16] Cependant, il n'y a pas de commémoration officielle pour les milliers de civils tamouls tués dans la guerre civile malgré la propre commission des leçons apprises et de la réconciliation (en) du gouvernement recommandant que tous les morts de la guerre soient commémorés le jour de la fête nationale (4 février).[17][18] Au lieu de cela, le gouvernement a pratiquement interdit aux Tamouls de commémorer leurs morts à la guerre.[19][20] À l'approche du 18 mai, la sécurité est renforcée dans les provinces du Nord et de l'Est dominées par les Tamouls et les écoles et les universités sont fermées pour empêcher toute commémoration publique.[21][22][23]
Le gouvernement et ses forces de sécurité considèrent toute commémoration par des Tamouls comme une commémoration des LTTE, et non des civils.[24] Les forces de sécurité affirment que les Tamouls peuvent commémorer les membres décédés des LTTE en privé, mais il a été rapporté que des militaires sont entrés dans des maisons pour empêcher la commémoration.[25][26]
Sous la présidence de la famille Rajapaksa, le 18 mai était considéré comme le jour de la Victoire, mais en 2015, lorsque Maithripala Sirisena a pris le pouvoir, il a été nommé jour du Souvenir (en).[27]

## Jour du Souvenir

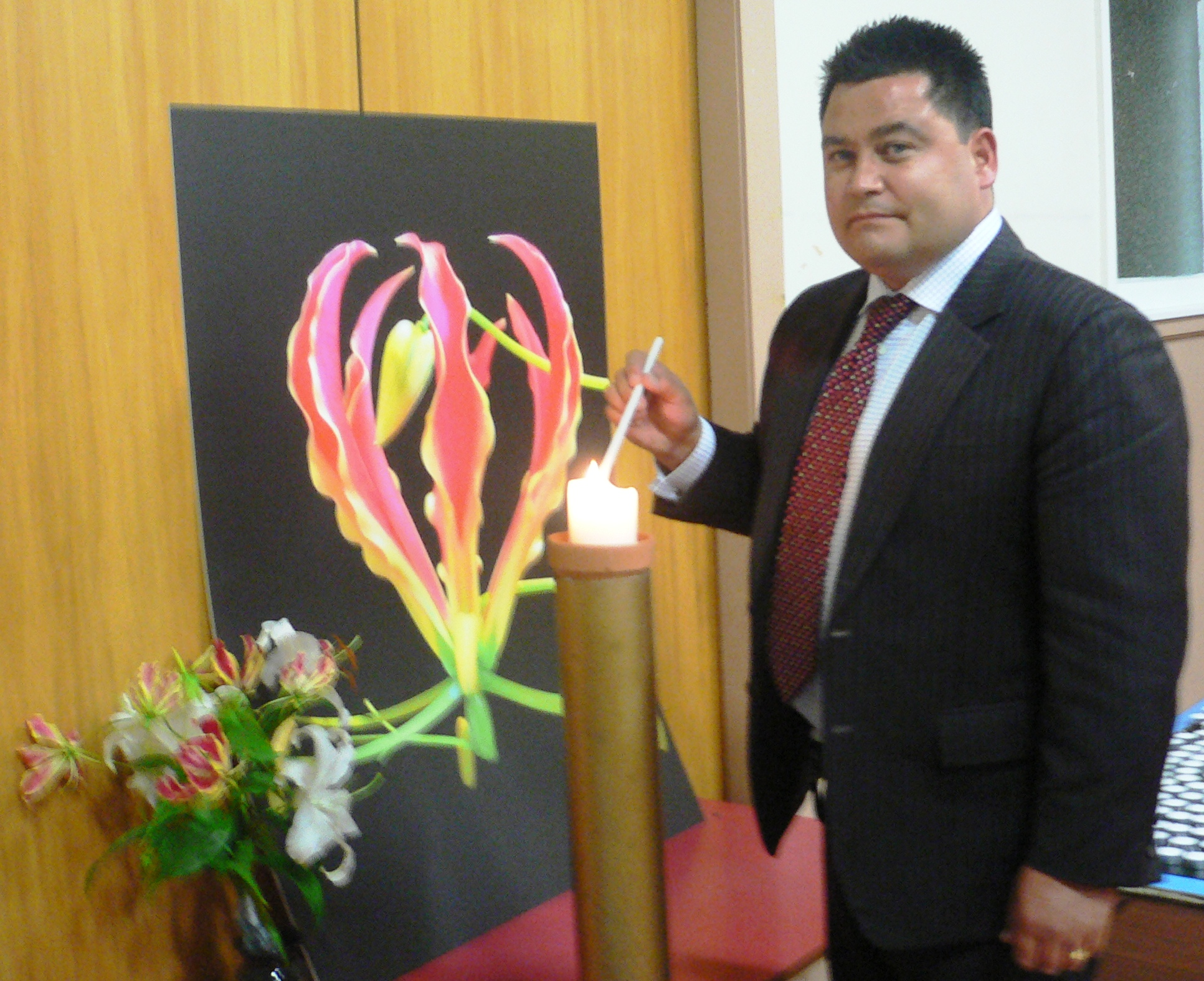
Le député du Parti travailliste de Nouvelle-Zélande Charles Chauvel allumant une bougie le jour du Souvenir de Mullivaikkal 2010 à Wellington, Nouvelle-Zélande.

Malgré les restrictions de sécurité, les Tamouls du Sri Lanka organisent de petits événements le 18 mai, qu'ils appellent le jour du Souvenir de Mullivaikkal, pour commémorer leurs morts.[28][29][30] Cependant, les commémorations publiques sont durement réprimées par les forces de sécurité sri-lankaises.[31][32] Des politiciens tamouls ont été arrêtés pour avoir commémoré le jour du Souvenir de Mullivaikkal.[33][34]
Dans l'État indien du Tamil Nadu, un certain nombre de partis politiques, d'organisations de jeunesse, de groupes de mouvements sociaux, etc. organisent un certain nombre d'événements commémoratifs dans tout l'État.[35][36][37]
Au sein de la diaspora tamoule srilankaise (en), où il n'y a aucune restriction à la commémoration du jour du Souvenir de Mullivaikkal, de grands rassemblements publics sont organisés.[38][39][40][41]
En 2022, le Canada a déclaré le 18 mai journée du Souvenir du génocide tamoul (en).[42]